# Huế Minh
Minh (?–1940?), chưa rõ tên đầy đủ, bí danh Huế Minh, Mai, là một nhà cách mạng Việt Nam, Bí thư Tỉnh ủy Sóc Trăng của Đảng Cộng sản Việt Nam.

## Thông tin
Chưa rõ thông tin cụ thể của Bí thư Minh, chỉ biết ông là Đảng viên Đảng Cộng sản Đông Dương, vốn làm nghề thợ may ở tỉnh lỵ Sóc Trăng.
Năm 1940, Liên Tỉnh ủy Cần Thơ bổ sung đồng chí Minh, đang sinh sống và làm việc ở tỉnh lỵ, cho Tỉnh ủy lâm thời tỉnh Sóc Trăng. Ngày 10 tháng 7, Tỉnh ủy lâm thời tỉnh Sóc Trăng bị vỡ, Bí thư Tỉnh ủy Dương Minh Quan cùng hầu hết các Tỉnh ủy viên bị thực dân Pháp bắt giữ. Phạm Hồng Thám, cán bộ Liên Tỉnh ủy đang hoạt động ở Sóc Trăng quyết định tái lập Tỉnh ủy lâm thời gồm năm thành viên, nỗ lực khôi phục tổ chức Đảng trong tỉnh.
Cùng tháng, Bí thư Tỉnh ủy Phạm Hồng Thám lên Tân Hương (Châu Thành, Mỹ Tho) dự Hội nghị Xứ ủy Nam Kỳ và được bầu làm Xứ ủy viên. Phó Bí thư Tỉnh ủy Nguyễn Tấn Khương, Tỉnh ủy viên Bùi Thị Trường cũng được Xứ ủy điều động đến nơi khác. Liên Tỉnh ủy Cần Thơ quyết đính củng cố và bổ sung cho Tỉnh ủy lâm thời tỉnh Sóc Trăng, chỉ định đồng chí Minh làm Bí thư Tỉnh ủy lâm thời, các Tỉnh ủy viên có Nguyễn Văn Thạnh, Nguyễn Văn Khánh, Nguyễn Tấn Đạt.
Tháng 9, Bí thư Tỉnh ủy lâm thời Minh tham dự hội nghị Liên Tỉnh ủy Cần Thơ, nhận chỉ đạo của Xứ ủy. Trong thời gian này, Tỉnh ủy lâm thời và các Chi bộ còn lại của tỉnh Sóc Trăng tiếp tục tiến hành quá trình chuẩn bị cho kế hoạch khởi nghĩa.
Tháng 11, cuộc khởi nghĩa Nam Kỳ nổ ra nhưng nhanh chóng bị thực dân Pháp đàn áp. Tháng 12, gần như toàn bộ các cơ sở Đảng của tỉnh Sóc Trăng bị phá hủy. Tỉnh ủy lâm thời tan rã, Bí thư Tỉnh ủy Minh cũng không còn thông tin.